# Sri-lankische Cricket-Nationalmannschaft in Indien in der Saison 1986/87
Die Tour der sri-lankischen Cricket-Nationalmannschaft nach Indien in der Saison 1986/87 fand vom 17. Dezember 1986 bis zum 17. Januar 1987 statt. Die internationale Cricket-Tour war Bestandteil der Internationalen Cricket-Saison 1986/87 und umfasste drei Tests und fünf ODIs. Indien gewann die Test-Serie 2–0 und die ODI-Serie 4–1.

## Vorgeschichte
Beide Mannschaften spielten zuvor in einem Vier-Nationen-Turnier in den Vereinigten Arabischen Emiraten.
Das letzte Aufeinandertreffen der beiden Mannschaften fand in der Saison 1985 in Sri Lanka statt.

## Stadien
Die folgenden Stadien wurden für die Tour als Austragungsort vorgesehen.
| Stadion                              | Stadt    | Kapazität | Spiele          |
| ------------------------------------ | -------- | --------- | --------------- |
| Wankhede Stadium                     | Bombay   | 33.000    | 5. ODI          |
| Barabati Stadium                     | Cuttack  | 45.000    | 3. Test         |
| Feroz Shah Kotla                     | Delhi    | 48.000    | 3. ODI          |
| Nehru Stadium                        | Guwahati | 15.000    | 2. ODI          |
| Green Park Stadium                   | Kanpur   | 33.000    | 1. Test; 1. ODI |
| Vidarbha Cricket Association Stadium | Nagpur   | 45.000    | 2. Test         |
| Moti Bagh Stadium                    | Vadodara | 18.000    | 4. ODI          |

## Kaderlisten
Die folgenden Kader wurden von den Mannschaften benannt.
| Test | Test | ODI | ODI |
| Indien | Sri Lanka | Indien | Sri Lanka |
| --- | --- | --- | --- |
| - Mohinder Amarnath - Bharat Arun - Mohammad Azharuddin - Sunil Gavaskar - Kapil Dev - Raman Lamba - Kiran More - Chetan Sharma - Ravi Shastri - Maninder Singh - Kris Srikkanth - Dilip Vengsarkar - Shivlal Yadav | - Don Anurasiri - Guy de Alwis - Ashantha de Mel - Aravinda de Silva - Asoka de Silva - Roy Dias - Asanka Gurusinha - Roshan Jurangpathy - Graeme Labrooy - Chaminda Mendis - Arjuna Ranatunga - Rumesh Ratnayake - Rumesh Ratnayeke - Sidath Wettimuny | - Bharat Arun - Mohammad Azharuddin - Sunil Gavaskar - Kapil Dev - Raju Kulkarni - Raman Lamba - Madan Lal - Chandrakant Pandit - Chetan Sharma - Ravi Shastri - Maninder Singh - Kris Srikkanth - Dilip Vengsarkar - Shivlal Yadav | - Don Anurasiri - Guy de Alwis - Ashantha de Mel - Aravinda de Silva - Asoka de Silva - Roy Dias - Asanka Gurusinha - Graeme Labrooy - RS Madugalle - Roshan Mahanama - Chaminda Mendis - Arjuna Ranatunga - Rumesh Ratnayake - Rumesh Ratnayeke - Sidath Wettimuny |

## Tests

### Erster Test in Kanpur
| 17. – 22. Dezember Scorecard | Kanpur | Sri Lanka 420 | – | Indien 676-7 |
|                              |        | Remis         |   |              |

### Zweiter Test in Nagpur
| 27. – 31. Dezember Scorecard | Nagpur | Sri Lanka 204 (59.1) & 141 (48.4)             | – | Indien 451-6d (129.5) |
|                              |        | Indien gewinnt mit einem Innings und 106 Runs |   |                       |

### Dritter Test in Cuttack
| 4. – 7. Januar Scorecard | Cuttack | Indien 400 (127.3)                           | – | Sri Lanka 191 (76.1) & 142 (59) (f/o) |
|                          |         | Indien gewinnt mit einem Innings und 67 Runs |   |                                       |

## One-Day Internationals

### Erstes ODI in Kanpur
| 24. Dezember Scorecard | Kanpur | Sri Lanka 195-8 (46/46)        | – | Indien 78 (24.1/46) |
|                        |        | Sri Lanka gewinnt mit 117 Runs |   |                     |

### Zweites ODI in Guwahati
| 11. Januar Scorecard | Guwahati | Sri Lanka 145-8 (46/46)      | – | Indien 146-2 (27.3/46) |
|                      |          | Indien gewinnt mit 8 Wickets |   |                        |

### Drittes ODI in Delhi
| 13. Januar Scorecard | Delhi | Sri Lanka 208-6 (44/44)      | – | Indien 209-4 (41.3/44) |
|                      |       | Indien gewinnt mit 6 Wickets |   |                        |

### Viertes ODI in Vadodraa
| 15. Januar Scorecard | Vadodraa | Indien 235-8 (43/43)       | – | Sri Lanka 141 (36.3/43) |
|                      |          | Indien gewinnt mit 94 Runs |   |                         |

### Fünftes ODI in Bombay
| 17. Januar Scorecard | Bombay | Indien 299-4 (40/40)       | – | Sri Lanka 289-7 (40/40) |
|                      |        | Indien gewinnt mit 10 Runs |   |                         |